# André Jorrand
Pour les articles homonymes, voir Jorrand.
André Jorrand est un compositeur et organiste français 1er titulaire de l'église Sainte-Croix d'Aubusson, né le 27 novembre 1921 à Aubusson et décédé le 15 décembre 2007 à Belvès. Il fut également magistrat. Il est inhumé à Ahun. Une rue d'Aubusson porte désormais son nom.

## Carrière artistique
Il fut élève de Maurice Duruflé, Roland-Manuel (CNSM), Henri Dutilleux (École normale de musique de Paris où il obtient la licence de composition et d'orchestration) et Arthur Hoérée. En 1978, il fonde l'Association des amis de l'orgue d'Aubusson. À partir de 1983, il inaugure un stage d'orgue et crée en 1988 le premier festival de musique d'Aubusson : Musique au cœur de la Tapisserie.

## Œuvres
Il compose cinq symphonies, les trois premières ayant fait l'objet d'un enregistrement CD (Éditions Billaudot), cinq quatuors à cordes, un premier concerto pour orgue (commande d'État)[réf. nécessaire] et un second concerto pour orgue, cordes et timbales, une cantate pour baryton, chœur mixte et orgue (commande de Radio France) : In Paradisum, qui a fait l'objet d'un autre enregistrement CD (Edition Skarbo), ainsi que plusieurs partitions instrumentales et de musique de chambre. Il a enregistré à l'orgue d'Aubusson une cassette de Chorals de Bach.